# Helorus nigripes
Helorus nigripes is een vliesvleugelig insect uit de familie van de Heloridae. De wetenschappelijke naam van de soort is voor het eerst geldig gepubliceerd in 1856 door Foerster.